# Christian Paschold

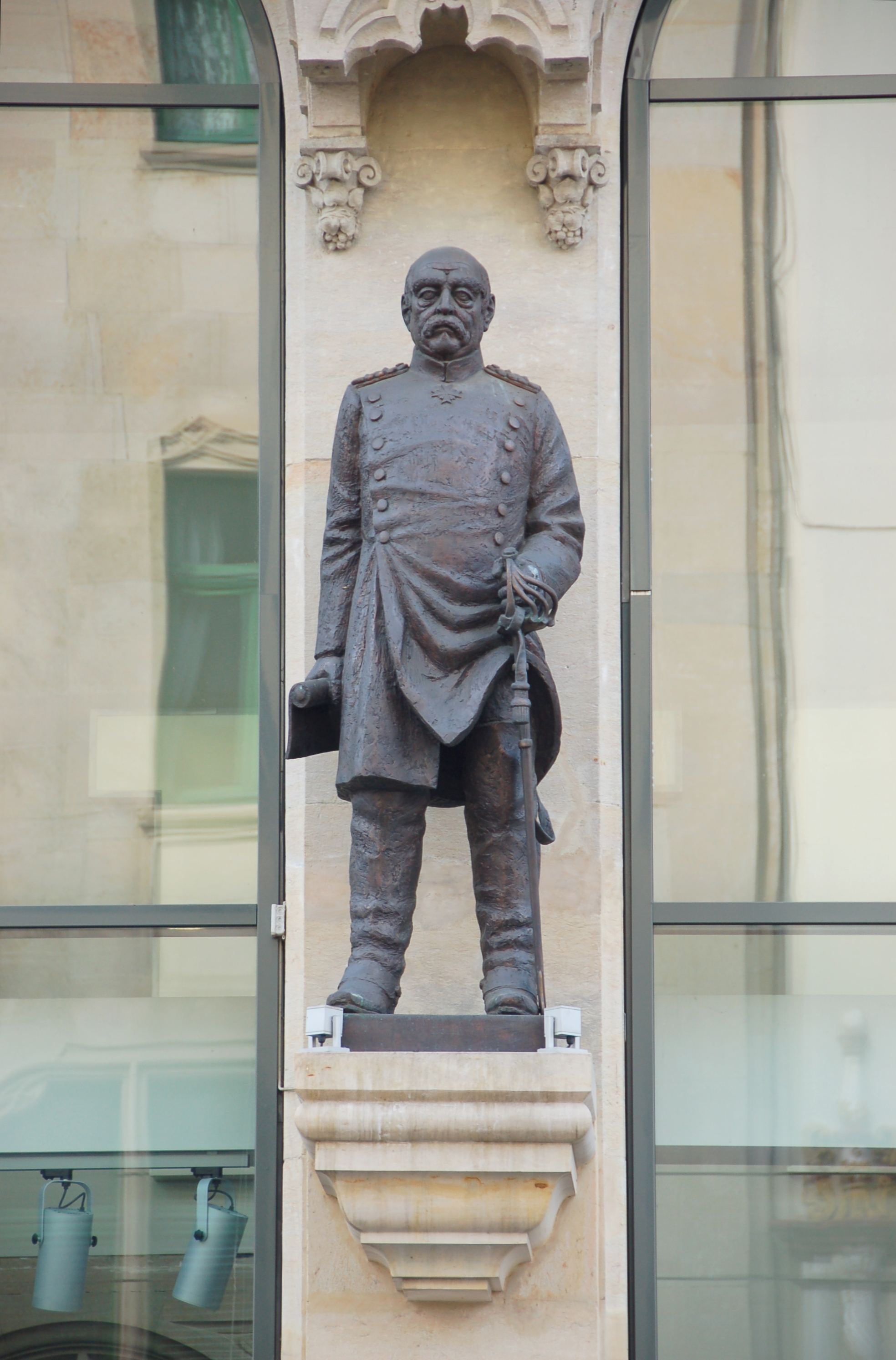
Bismarck-Statue in Erfurt, Anger 33

Christian Paschold (* 18. April 1949 in Gräfenthal; † 1. Juni 2021 in Erfurt-Tiefthal) war ein deutscher Bildhauer.

## Leben
Von 1963 bis 1967 erlernte Paschold den Beruf des Porzellanmodelleurs in Gräfenthal. Danach studierte er von 1968 bis 1971  an der Hochschule für Bildende Künste Dresden das Fach Theaterplastik. Von 1971 bis 1980 war er an den Städtischen Bühnen Erfurt und am Deutschen Nationaltheater Weimar als Theaterplastiker tätig. Ab 1980 arbeitete er freiberuflich.
Von 1979 bis 1986 hatte er einen Lehrauftrag „plastisches Gestalten“ am Museum für Ur- und Frühgeschichte Thüringens in Weimar. Er war Gründungsmitglied im Kulturverein „Mauernbrechen“. Paschold lebte und arbeitete in Tiefthal bei Erfurt.
Schwer erkrankt starb er am 1. Juni 2021 in seinem Haus Casa de Artistas in Erfurt-Tiefthal.

## Werke
- 1980: Gruppe Neolithischer Jäger, Museum für Ur- und Frühgeschichte, Weimar
- 1986: Bronzebüste „Che Guevara“,  Museo de la Revolución, Havanna
- 1987: Büste „Thomas Müntzer“, Bischofferode
- 1994: „Messias“ – Büste Michail Gorbatschow, Moskau
- 1996: Bronzebüste „Luther“, Privatbesitz
- 1997: Bronzebüste „Alexander von Humboldt“, Universität Havanna
- 1998: Bronzebüste „Professor Hans Stamm“, Technische Universität Ilmenau
- 1999: Bronzebüste „Johann Karl Wezel“, Sondershausen
- 2002: Marktbrunnen (Bronze), Gräfenthal
- 2002: Bronzeplastiken „Altes Paar“, Kurpark Bad Orb (Replik vor dem Wohnhaus des Künstlers in Tiefthal)
- 2002: Bronzeplastik „Apotheker Franz Leopold Koch“ Kreissparkasse Bad Orb (Gelnhausen) (Replik vor dem Bürgermeisteramt in Tiefthal)
- 2003: Bronzeplastik „Die Flötenspielerin“ Privatbesitz, Karlsruhe
- 2004: Bronzeplastik „Bismarck“, Erfurt
- 2007: Bronzeplastiken für den Thüringer Zoopark Erfurt „Emu“, „Känguru“, „Nashorn“, „Relief Haupteingang“
- 2008: Bronzeplastik „Willy Brandt“, Thüringer Landtag, Erfurt
- 2010: Bronzeplastik „Fidel-Schultz erwartet die Segelyachten“, Am Hafen Ueckermünde

## Ausstellungen/Ausstellungsbeteiligungen
- 1981/82: Angermuseum, Erfurt
- 1983: Haus der Kultur, Vilnius
- 1988: Symposium junger Künstler, Banska Bystrica
- 1991: Galerie im Ku’dammeck, Berlin
- 1992: EXPO ’92, Sevilla
- 1994: Flatotel Tour Eiffel, Paris
- 1997: Museo de la Revolucion, Havanna
- 1997: Museu Nacional de Belas Artes, Rio de Janeiro
- 1999: Thüringer Landtag, Erfurt
- 2001: Galerie im Lesesaal, Bad Orb
- 2002: Festung Königstein, Sachsen
- 2002: Galerie Medici, Leipzig
- 2005: Creutznacher Haus, Eisenach

## Studienreisen
- 1983:         Sowjetunion
- 1984:         Bulgarien
- 1990:         Kuba
- 1993:         Griechenland
- 1994:         Nigeria
- 1995:         Frankreich
- 1996:         Brasilien
- 1997:         Slowakei
- 1998:         Marokko
- 1999:         Polen
- 2000:         Portugal
- 2001:         Italien
- 2007:         Belarus